# Петруко Масерија Фалче (Потенца)
Петруко Масерија Фалче (итал. Petrucco Masseria Falce) је насеље у Италији у округу Потенца, региону Базиликата.
Према процени из 2011. у насељу је живело 31 становника. Насеље се налази на надморској висини од 776 м.